# Hemignathus ellisianus
A nagy akiapola (Akialoa ellisiana) a madarak osztályának verébalakúak (Passeriformes) rendjébe és a pintyfélék (Fringillidae) családjába tartozó, azon belül pedig a hawaii gyapjasmadarak közé tartozó mára kihalt faj.
A magyar neve forrással nincs megerősítve, lehet, hogy az angol név "Greater akialoa" fordítása.

## Elterjedése
A Hawaii egyik szigetén, Oahun volt honos, ahol a sziget hegyvidéki erdeiben élt.

## Megjelenése
Hasa fehér színezetű, teste halvány zöld színű volt. Hosszú, lefelé görbülő csőrű faj volt.

## Életmódja
A faj életmódjára csak a fennmaradt közeli rokon fajok életmódja alapján lehet következtetni. Valószínűleg elsősorban rovarevő faj volt és hosszú, görbült csőrével a fák ágain és azok kérge alatt kutatott rovarok után, de feltehetőleg nektárt is fogyasztott.

## Kihalása
A madár meglehetősen közönséges faj volt egészen az 1860-as évekig.
Kihalásának fő oka élőhelyének irtása volt, véglegesen 1940-ben halt ki. Kihalásához minden bizonnyal hozzájárultak a Hawaii-ra betelepített különféle madarak által hordozott fertőző betegségek is, melyektől korábban a szigeti izoláció miatt védve volt.